# Vladimir Brezovnik
Vladimir Brezovnik, slovenski zdravnik kirurg, * 7. julij 1888, Vojnik, † 7. marec 1954, Ljubljana.

## Življenje in delo
Doktoriral je 1914 na Dunaju. V letih 1920−1925 je bil asistent na kirurški kliniki v Pragi, nato 1925-1926 znanstveni sodelavec Zavoda za spločno eksperimentalno patologijo v Pragi. Strokovno se je izpopolnjeval in specializiral v Parizu. Do 1930 je bil svetnik šolske poliklinike v Beogradu, leta 1933 je postal primarij kirurškega oddelka Splošne bolnišnice v Murski Soboti, nato 1936-1941 primarij 2. kirurškega oddelka bolnišnice v Mariboru. Med 2. svetovno vojno je delal v Šlajmerjevem domu v Ljubljani. V raziskovalnem delu se je med drugim posvetil vplivom ščitnice na osnovno presnovo in razvoju prostih telesc v sklepih. O svojih znanstvenih izsledkih in poklicnih izkušnjah je objavil več del in strokovnih člankov; pisal pa je tudi poljudne članke in jih objavljal v reviji Priroda, človek in zdravje. 